# Katastrofa samolotu Avro Vulcan w Żabbar
Katastrofa samolotu Avro Vulcan w Żabbar w 1975 – wypadek samolotu wojskowego, który miał miejsce na Malcie 14 października 1975, kiedy bombowiec Avro Vulcan B.2 rozbił się po nieudanym lądowaniu w RAF Luqa. Samolot rozbił się w dzielnicy mieszkalnej w Żabbar; zginęło pięciu członków załogi i jedna osoba cywilna na ziemi. Dwóm pilotom udało się katapultować i przeżyli wypadek. Katastrofa spowodowała rozległe uszkodzenia wielu budynków w Żabbar.
Badanie wypadku wskazało błąd pilota jako główną przyczynę.

## Tło wypadku
Samolot o rejestracji XM645 był bombowcem Avro Vulcan B.2, który został ukończony w marcu 1964.
14 października 1975 samolot leciał z RAF Waddington w Anglii do RAF Luqa na Malcie. Pilotem był porucznik G. R. Alcock, a drugim pilotem był podporucznik E. G. Alexander; na pokładzie znajdowało się również pięciu innych członków załogi. Alcock pozwolił Alexandrowi wykonać ostatnie podejście, ale ten ostatni nie został odpowiednio poinformowany o problemach, które pojawiają się podczas lądowania na krótkim, pochyłym pasie startowym, takim jak ten na Luqa.

## Wypadek

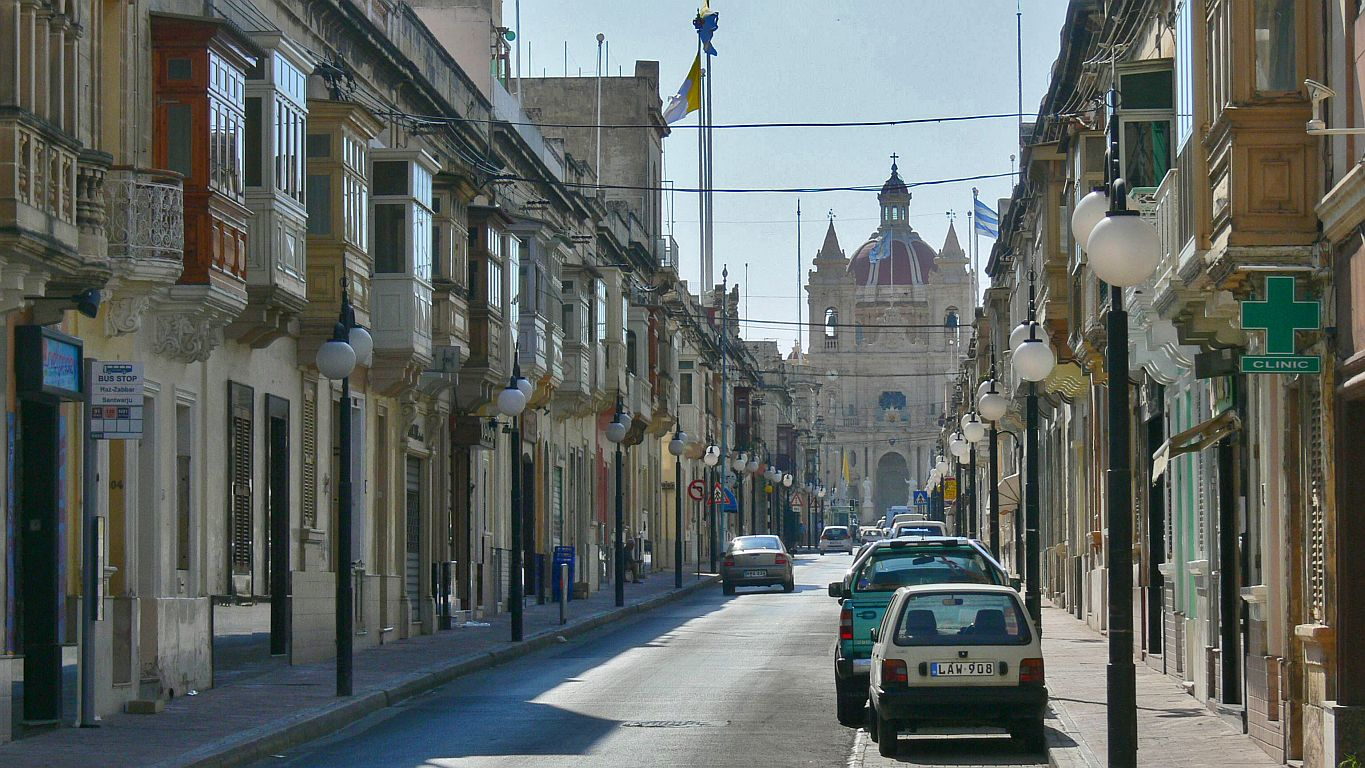
Sanctuary Street w Żabbar, gdzie spadły szczątki samolotu

Kiedy Alexander pilotował samolot, wykonał twarde lądowanie na Luqa i uderzył o pas startowy, odcinając podwozie. Według naocznego świadka samolot wzbił się w powietrze i ponownie przyziemił około 180 metrów od miejsca, w którym zetknął się z ziemią po raz pierwszy. W tym momencie Alcock przejął kontrolę nad samolotem i postanowił wznieść się ponownie i spróbować kolejnego lądowania.
Pożar wybuchł na prawym skrzydle, gdyż podczas pierwszego uderzenia w ziemię przebity został zbiornik paliwa. Zanim samolot zdążył wrócić na lotnisko, załoga zdała sobie sprawę, że jest już za późno na jakiekolwiek manewry, i obaj piloci katapultowali się. Moment później samolot eksplodował w powietrzu, zabijając pozostałych pięciu członków załogi, którzy nie zdążyli uciec z samolotu przez drzwi załogowe.
Szczątki samolotu, w tym zbiorniki paliwa spadły na główną ulicę Żabbar i eksplodowały po zderzeniu z ziemią. Kobieta, która szła ulicą, zginęła, podczas gdy około 20 innych osób zostało rannych, niektóre poważnie. Doszło do rozległych zniszczeń mienia, obejmujących ponad 100 domów i sklepów, również kilkanaście samochodów uległo uszkodzeniu.
Strażacy potrzebowali godzin, aby ugasić pożary spowodowane katastrofą.

## Następstwa
Po katastrofie przeprowadzono dochodzenie, które wykazało, że był to wypadek, którego można było uniknąć, w którym sprawny samolot spadł na ziemię, zabijając wszystkich członków załogi z tyłu. W raporcie skrytykowano pierwszego pilota Alcocka za umożliwienie drugiemu pilotowi Alexandrowi wykonanie ostatniego podejścia bez odpowiedniego poinstruowania go, i uznano, że jego dowodzenie samolotem było niedbałe.
Jeden z poważnie uszkodzonych domów został odbudowany na koszt RAF, a później nazwany „Vulcan”.
Ponieważ samolot rozbił się w dzielnicy mieszkalnej i spowodował poważne szkody, straty ludzkie na ziemi mogły być znacznie większe, niektórzy uznali to jako cud.
W Muzeum Sanktuarium w Żabbar znajduje się niewielka wystawa dotycząca wypadku.